# Hallsteindoktrinen
Hallsteindoktrinen var en doktrin i Västtysklands utrikespolitik under 1950- och 1960-talen. Den har fått sin namn efter Walter Hallstein som under 1950-talet var statssekreterare på det västtyska utrikesdepartementet. 
Doktrinen var under en period mycket viktig inom den västtyska utrikespolitiken. Den gick i korthet ut på att Västtyskland skulle bryta alla sina diplomatiska kontakter med länder som knöt diplomatiska kontakter med Östtyskland. Den användes bland annat mot Jugoslavien och Kuba. Det enda undantaget gjorde man mot Sovjetunionen. 
Under 1960-talet förlorade doktrinen allt mer i betydelse då man såg större värde i att uppehålla diplomatiska kontakter med ett land även om det hade erkänt ”det andra Tyskland”. Doktrinen skrotades slutligen fullt ut när den västtyske förbundskanslern Willy Brandt började driva sin Ostpolitik (1969). Doktrinen var helt enkelt ett hinder i den politik som hade som mål att bland annat normalisera förhållandena med Östtyskland. 